# Lenora Crichlow

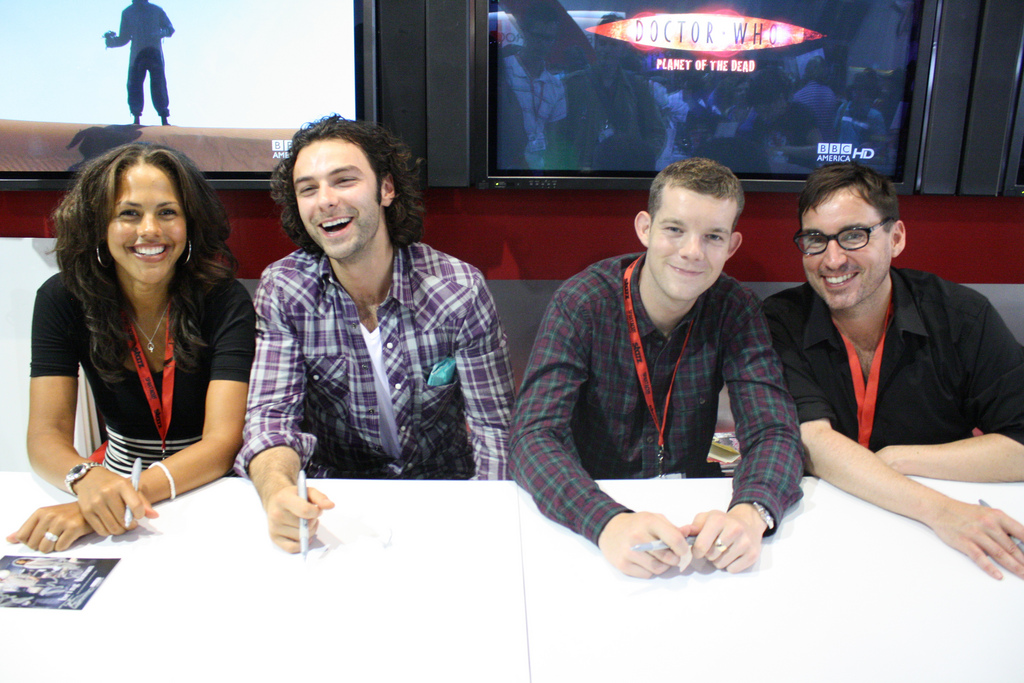
Lenora Crichlow com o elenco de Being Human, em 2009 (da esquerda para a direita, Aidan Turner, Russell Tovey e o criador da série, Toby Whithouse)

Lenora Isabella Crichlow (Westminster, 4 de Janeiro de 1985) é uma atriz britânica, mais conhecida por interpretar Annie Sawyer na série Being Human.

## Biografia
O pai de Crichlow, Frank é da ilha de Trinidad no Caribe, ele foi o fundador do restaurante Mangrove em Notting Hill, que era frequentado por estrelas como Jimi Hendrix e Diana Ross, além de ser um ativista social. Sua irmã mais nova, Amandla Crichlow, também é atriz e já apareceu em Prime Suspect: The Final Act e The Bill.

## Carreira
Crichlow estudou e trabalhou com a YoungBlood Theatre Company. Ela fez sua primeira aparição no cinema no filme de horror de baixo orçamento Wilderness, lançado em 2006, e no drama policial The Bill da ITV.
Crichlow teve notoriedade pública estrelando como Maria 'Sugar' Sweet em na adaptação do romance Sugar Rush de Julie Burchill, onde ganhou o Emmy Award em 2006 no 'Children And Young People' category.
Depois ela apareceu em "Gridlock", em episódio de Doctor Who em 2007, e no longa-metragem dramático da BBC One Kiss of Death em 2008, estrelando ao lado de Danny Dyer. Em Março de 2010, Lenora retornou ao mundo de Doctor Who na versão em áudio de Doctor Who: The Architects of History, interpretando uma nova personagem: "Rachel."
Em novembro de 2008, a BBC anunciou que Lenora tinha sido escolhida para interpretar Annie Sawyer, uma fantasma que divide o apartamenro com um vampiro e um lobisomem, na série Being Human da BBC Three, substituindo Andrea Riseborough que interpretou a personagem no episódio piloto. Ela continuou a interpretar o papel de Annie no programa que iniciou a sua terceura temporada em Janeiro de 2011.
Em Novembro de 2009 ela fez o papel de Alice em Collision, drama da ITV1 que decorreu ao longo de cinco noites consecutivas. Desde Janeiro de 2010, Crichlow aparece em Material Girl da BBC One como Ali Redcliffe, uma designer de moda.
Lenora também depempenhou o papel de Ashley em um piloto da BBC Three pilot, chamado Dappers, que foi ao ar em Junho de 2010.

## Filmografia
| Ano         | Título                           | Personagem              |
| 2020        | The Big Ugly                     | Fiona                   |
| 2020        | Avenue 5                         | Billie McEvoy           |
| 2018        | Deception                        | Dina Clark              |
| 2017        | Flaked                           | Rosa                    |
| 2016        | The Late Bloomer                 | Nikki                   |
| 2016        | Suspects                         | DS Alisha Brooks        |
| 2014        | A to Z                           | Stephie                 |
| 2014        | Electricity                      |                         |
| 2013        | Black Mirror                     | Victoria Skillane       |
| 2013        | Back In The Game                 | Lulu Lovette            |
| 2013        | Burton & Taylor                  | Chen Sam                |
| 2012        | Doors Open                       | Laura Stanton           |
| 2012        | Inspector George Gently          | Carol Morford           |
| 2012        | Fast Girls - Garotas Velozes     | Shania Andrews          |
| 2011        | Death in Paradise                | Lily Thomson            |
| 2010        | Dappers                          | Ashley                  |
| 2010        | Material Girl                    | Ali Redcliffe           |
| 2009 - 2012 | Being Human (telessérie de 2008) | Annie                   |
| 2009        | Collision                        | Alice Jackson           |
| 2005 - 2008 | Casualty                         | Michelle / Linda Surrey |
| 2008        | The Things I Haven't Told You    | Miss Baker              |
| 2008        | Kiss of Death                    | Jude Whiley             |
| 2007        | The Beloved Ones                 | Maureen                 |
| 2007        | Doctor Who                       | Cheen                   |
| 2006        | Sugar Rush                       | Sugar                   |
| 2004        | The Bill                         | Shirley Moss            |
| 2004        | Bella and the Boys               | Stacy                   |

## Outros trabalhos
Em Junho de 2010, Crichlow apresentou "Who is Nelson Mandela" na BBC Three.

## Prêmios e indicações
| Ano  | Prêmio                                 | Categoria                       | Trabalho                                        | Resultado |
| ---- | -------------------------------------- | ------------------------------- | ----------------------------------------------- | --------- |
| 2011 | Glamour Awards                         | Atriz de TV do Ano              | Being Human                                     | Venceu    |
| 2012 | Screen Nation Film & Television Awards | Melhor Atriz em filme de cinema | Fast Girls                                      | Indicado  |
| 2013 | SFX Awards                             | Melhor Atriz                    | Being Human                                     | Indicado  |
| 2013 | SFX Awards                             | Mulher mais Sexy                | Being Human                                     | Indicado  |
| 2014 | Screen Nation Film & Television Awards | Melhor Atriz em filme de TV     | Black Mirror, Back in the Game, Burton & Taylor | Indicado  |